# Groupe technique des indépendants
Le Groupe technique des indépendants (TDI) était un groupe politique du Parlement européen de 1999 à 2001, présidé par Gianfranco Dell'Alba et Francesco Speroni.

## Liste des membres
- France : Charles de Gaulle, Bruno Gollnisch, Carl Lang, Jean-Marie Le Pen et Jean-Claude Martinez
- Belgique : Karel Dillen et Frank Vanhecke
- Italie : Emma Bonino, Roberto Felice Bigliardo (it), Umberto Bossi, Marco Cappato, Gianfranco Dell'Alba, Benedetto Della Vedova, Olivier Dupuis, Gian Paolo Gobbo (en), Marco Pannella, Francesco Speroni, Maurizio Turco (it)